# Shen Jiangkuan
Shen Jiangkuan (chiń. 沈江宽; ur. październik 1946, Chiny) – chiński dyplomata.
Ambasador Chińskiej Republiki Ludowej w Republice Rwandy między listopadem 1999 a listopadem 2003. Następnie ambasador w Republice Dżibuti od lutego 2004 do sierpnia 2007.